# Free (Rudimental)
Free is een nummer van de Britse drum-'n-bassband Rudimental uit 2013, ingezongen door de Schotse zangeres Emeli Sandé. Het is de zesde single van Home, het debuutalbum van Rudimental.
De leden van Rudimental vertelden aan aan de Britse krant Daily Star dat hen door menigeen werd afgeraden om met Sandé te werken, omdat ze in die tijd "overgewaardeerd" zou zijn. Volgens Rudimental-lid DJ Locksmith werd dit beeld echter door de media gecreëerd. "Dit soort reacties krijg je als je succesvol bent. Haar nummers zijn geweldig. Het grote publiek houdt van Emeli", aldus Locksmith. "Free" werd in een aantal landen een bescheiden hitje. Zo bereikte het de 26e positie in het Verenigd Koninkrijk. In Nederland deed het nummer niets in de hitlijsten, maar in de Vlaamse Ultratop 50 was het wel een klein succesje met een 36e positie.